# Prototrachea leucopicta
Prototrachea leucopicta là một loài bướm đêm trong họ Noctuidae.